# 飛行俱樂部64
《飞行俱乐部64》是任天堂和美國遊戲開發商Paradigm Simulation共同开发、任天堂于1996年发行的飞行模拟游戏。该作是任天堂64的首发游戏之一，也是飛行俱樂部系列的第二款游戏。
游戏发售当年在日本地区售出136,986份。据信游戏1998年初全球销量已超过100万套 。